# Ordona
Ordona község (comune) Olaszország Puglia régiójában, Foggia megyében.

## Fekvése
A Tavoliere delle Puglie egyik települése, Foggiától délkeletre.

## Története
A város az ókori Herdoniae helyén épült, mely mellett zajlott le a pun háborúk egyik legjelentősebb csatája. Az ókori város romjait a második világháborút követően fedezték fel. 

## Népessége
A lakosság számának alakulása:

## Főbb látnivalói
- Herdoniae romvárosa